# Lijst van voetbalinterlands Qatar - Tunesië
Deze lijst van voetbalinterlands is een overzicht van alle officiële voetbalwedstrijden tussen de nationale teams van Qatar en Tunesië. De landen speelden tot op heden een keer tegen elkaar. Dat was een vriendschappelijke wedstrijd op 8 maart 1977 in Doha.

## Wedstrijden
| № | Plaats | Datum        | Competitie        | Wedstrijd       | Uitslag |
| - | ------ | ------------ | ----------------- | --------------- | ------- |
| 1 | Doha   | 8 maart 1977 | Vriendschappelijk | Qatar – Tunesië | 1 – 0   |

## Samenvatting
| Competitie        | Totaal gespeeld | Winst Qatar | Gelijk | Winst Tunesië | Doelsaldo Qatar – Tunesië |
| ----------------- | --------------- | ----------- | ------ | ------------- | ------------------------- |
| Vriendschappelijk | 1               | 1           | 0      | 0             | 1 – 0                     |
| Totaal            | 1               | 1           | 0      | 0             | 1 – 0                     |

QFA · A-internationals · Bondscoaches · Statistieken · Qatarees vrouwenelftal · Qatar U21 · Qatar U20 · Qatar U19 · Qatar U18 · Qatar U17
1970 – 1979 ·
1980 – 1989 ·
1990 – 1999 ·
2000 – 2009 ·
2010 – 2019 ·
2020 − 2029
OS 1984 · 
OS 1992
1970 · 
1971 · 
1972 · 
1973 · 
1974 · 
1975 · 
1976 · 
1977 · 
1978 · 
1979 · 
1980 · 
1981 · 
1982 · 
1983 · 
1984 · 
1985 · 
1986 · 
1987 · 
1988 · 
1989 · 
1990 · 
1991 · 
1992 · 
1993 · 
1994 · 
1995 · 
1996 · 
1997 · 
1998 · 
1999 · 
2000 · 
2001 · 
2002 · 
2003 · 
2004 · 
2005 · 
2006 · 
2007 · 
2008 · 
2009 · 
2010 · 
2011 · 
2012 · 
2013 · 
2014 ·
2015 ·
2016 ·
2017 ·
2018 ·
2019 ·
2020 ·
2021 ·
2022 ·
2023 ·
2024
Afghanistan ·
Albanië ·
Algerije ·
Andorra ·
Argentinië ·
Australië ·
Azerbeidzjan ·
Bahrein ·
Bangladesh ·
België ·
Bhutan ·
Bosnië en Herzegovina ·
Brazilië .
Bulgarije ·
Burkina Faso ·
Cambodja ·
Canada ·
Chili ·
China ·
Colombia ·
Congo-Kinshasa ·
Costa Rica ·
Curaçao ·
Ecuador ·
Egypte ·
El Salvador ·
Estland ·
Filipijnen ·
Finland ·
Georgië ·
Ghana ·
Grenada ·
Griekenland ·
Guatemala ·
Haïti ·
Honduras ·
Hongarije ·
Hongkong ·
Ierland ·
IJsland ·
India ·
Indonesië ·
Irak ·
Iran ·
Ivoorkust ·
Jamaica ·
Japan ·
Jemen ·
Jordanië ·
Kazachstan ·
Kenia ·
Kirgizië ·
Koeweit ·
Kroatië ·
Laos ·
Letland ·
Libanon ·
Libië ·
Liechtenstein ·
Luxemburg ·
Malediven ·
Maleisië ·
Mali ·
Malta ·
Marokko ·
Mauritius ·
Mexico ·
Moldavië ·
Myanmar ·
Nederland ·
Nieuw-Zeeland ·
Noord-Ierland ·
Noord-Korea ·
Noord-Macedonië ·
Noorwegen ·
Oezbekistan ·
Oman ·
Pakistan ·
Palestina ·
Panama ·
Paraguay ·
Peru ·
Portugal ·
Rusland ·
Saoedi-Arabië ·
Schotland ·
Senegal ·
Servië ·
Singapore ·
Slovenië ·
Soedan ·
Sri Lanka ·
Syrië ·
Tadzjikistan ·
Thailand ·
Tsjechië ·
Tunesië ·
Turkije · 
Turkmenistan ·
Verenigde Arabische Emiraten ·
Verenigde Staten ·
Vietnam ·
Wales ·
Zimbabwe ·
Zuid-Korea ·
Zweden ·
Zwitserland
Ecuador (2022) ·
Nederland (2022)
FTF · A-internationals · Selecties · Bondscoaches · Tunesisch vrouwenelftal · Olympisch elftal · Tunesië U21 · Tunesië U20 · Tunesië U19 · Tunesië U18 · Tunesië U17
1950 – 1959 · 
1960 – 1969 · 
1970 – 1979 · 
1980 – 1989 · 
1990 – 1999 · 
2000 – 2009 · 
2010 – 2019 ·
2020 − 2029
WK 1978 · 
WK 1998 · 
WK 2002 · 
WK 2006 · 
WK 2018
OS 1960 · 
OS 1988 · 
OS 1996 · 
OS 2004
1957 · 
1958 · 
1959 · 
1960 · 
1961 · 
1962 · 
1963 · 
1964 · 
1965 · 
1966 · 
1967 · 
1968 · 
1969 · 
1970 · 
1971 · 
1972 · 
1973 · 
1974 · 
1975 · 
1976 · 
1977 · 
1978 · 
1979 · 
1980 · 
1981 · 
1982 · 
1983 · 
1984 · 
1985 · 
1986 · 
1987 · 
1988 · 
1989 · 
1990 · 
1991 · 
1992 · 
1993 · 
1994 · 
1995 · 
1996 · 
1997 · 
1998 · 
1999 · 
2000 · 
2001 · 
2002 · 
2003 · 
2004 · 
2005 · 
2006 · 
2007 · 
2008 · 
2009 · 
2010 · 
2011 · 
2012 · 
2013 · 
2014 · 
2015 · 
2016 ·
2017 ·
2018 ·
2019 ·
2020 ·
2021 ·
2022 ·
2023 ·
2024
Algerije ·
Angola ·
Argentinië ·
Australië ·
Bahrein ·
België ·
Benin ·
Bosnië en Herzegovina ·
Botswana ·
Brazilië ·
Bulgarije ·
Burkina Faso ·
Burundi ·
Canada ·
Centraal-Afrikaanse Republiek ·
Chili ·
China ·
Colombia ·
Comoren ·
Congo-Brazzaville ·
Congo-Kinshasa ·
Costa Rica ·
Denemarken ·
Djibouti ·
Duitse Democratische Republiek ·
Duitsland ·
Egypte ·
Engeland ·
Equatoriaal-Guinea ·
Ethiopië ·
Finland ·
Frankrijk ·
Gabon ·
Gambia ·
Georgië ·
Ghana ·
Guinee ·
Ierland ·
IJsland ·
Irak ·
Iran ·
Italië ·
Ivoorkust ·
Japan ·
Joegoslavië ·
Jordanië ·
Kaapverdië ·
Kameroen ·
Kenia ·
Koeweit ·
Kroatië ·
Letland ·
Libanon ·
Liberia ·
Libië ·
Madagaskar ·
Malawi ·
Mali ·
Malta ·
Marokko ·
Mauritanië ·
Mauritius ·
Mexico ·
Mozambique ·
Namibië ·
Nederland ·
Nieuw-Zeeland ·
Niger ·
Nigeria ·
Noorwegen ·
Oeganda ·
Oekraïne ·
Oman ·
Oostenrijk ·
Panama ·
Peru ·
Polen ·
Portugal ·
Qatar ·
Roemenië ·
Rusland ·
Rwanda ·
Saoedi-Arabië ·
Sao Tomé en Principe ·
Senegal ·
Servië en Montenegro ·
Seychellen ·
Sierra Leone ·
Slovenië ·
Soedan ·
Somalië ·
Sovjet-Unie ·
Spanje ·
Swaziland ·
Syrië ·
Tanzania ·
Togo ·
Tsjaad ·
Turkije ·
Uruguay ·
Verenigde Arabische Emiraten ·
Verenigde Staten ·
Wales ·
Wit-Rusland ·
Zambia ·
Zimbabwe ·
Zuid-Afrika ·
Zuid-Jemen ·
Zuid-Korea ·
Zweden ·
Zwitserland
België (2018) ·
Engeland (2018) ·
Oekraïne (2006) ·
Panama (2018) ·
Saoedi-Arabië (2006) · 
Spanje (2006)